# Gilbert Fowler White
Gilbert Fowler White (Chicago, 26 de novembro de 1911 — Boulder, 5 de outubro de 2006) foi um geógrafo estadunidense.